# Nationaal park Lahemaa
Het nationaal park Lahemaa (Estisch: Lahemaa rahvuspark, de naam betekent Baailand) is het oudste en grootste nationale park in Estland en ligt aan de Finse Golf. Het werd in 1971 opgericht en was daarmee het eerste nationale park in de Sovjet-Unie, waartoe Estland destijds behoorde. Lahemaa omvat een gebied van 72.500 ha, waarvan 47.410 ha op het vasteland en 25.090 in zee.
Lahemaa omvat een aantal schiereilanden met tussenliggende baaien, waaraan het gebied zijn naam te danken heeft; oorspronkelijk werd met de naam Lahemaa alleen dit kustgebied aangeduid. Ook omvat het delen van de kalksteenplateaus van Harju en Viru ten zuiden daarvan. Lahemaa is dicht bebost en omvat ook hoogveengebieden, brakke meren en alvars, niet-beboste terreinen met een kalksteenondergrond.
Het nationaal park conserveert behalve natuur ook cultuurlandschappen en plaatselijke cultuurtradities, zoals die in de vissersdorpen behouden zijn gebleven.
In Palmse, op het terrein van het voormalige landgoed, bevindt zich een bezoekerscentrum en museum.
Het noordelijkste puntje van Estland is Purekkari neem en ligt in het nationaal park.